# Cmentarz żydowski w Szydłowcu
Cmentarz żydowski w Szydłowcu – zabytkowa nekropolia powstała w XVIII wieku, znajdująca się w północno-wschodniej części Szydłowca, zamieszkanej dawniej przez szydłowieckich Żydów, przy ul. Wschodniej. Do czasu powstania gminy żydowskiej w Bodzentynie służył również tamtejszym Żydom. Cmentarz ma powierzchnię 2,7 ha. 

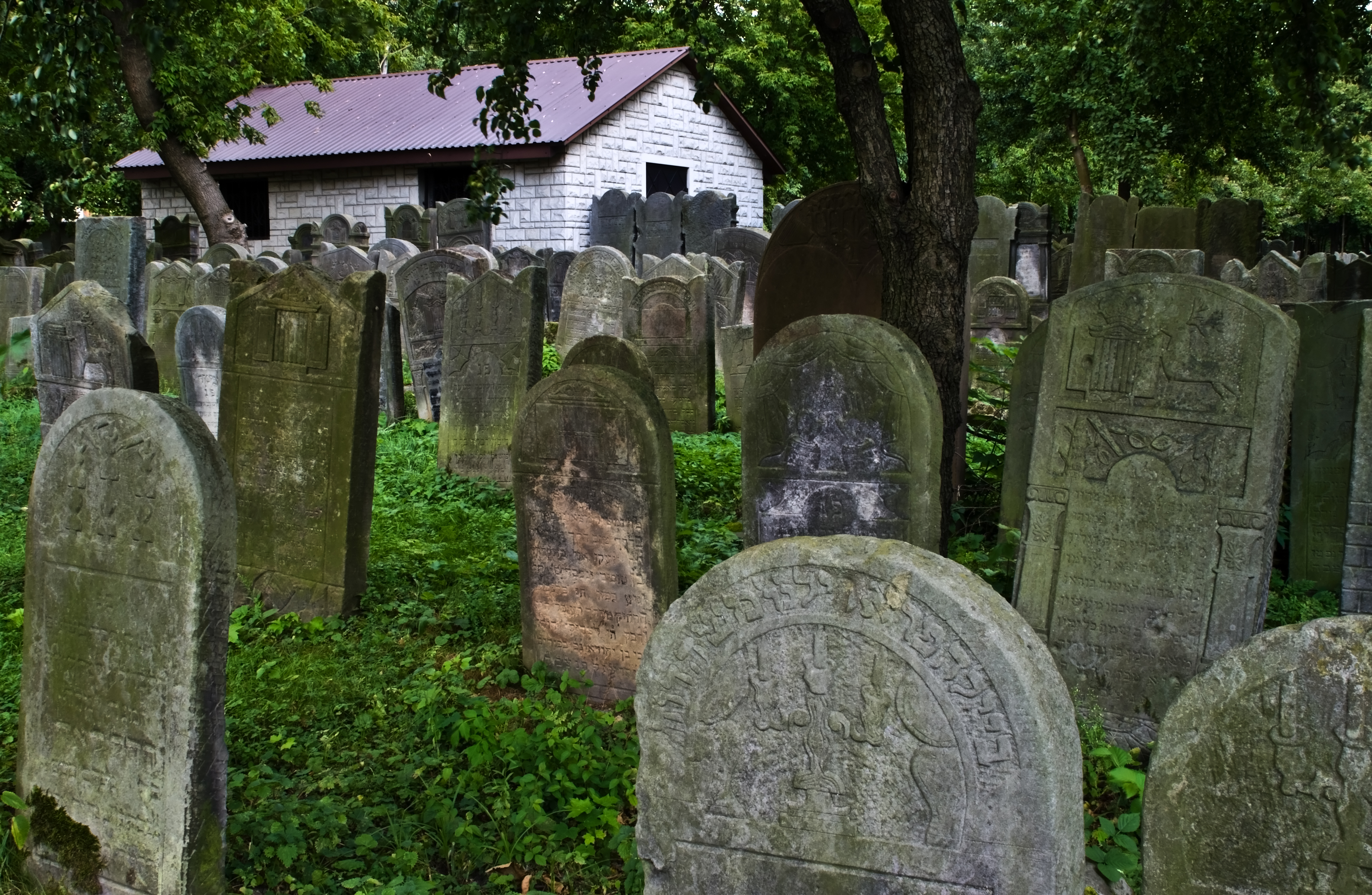
Macewy i ohel na cmentarzu żydowskim w Szydłowcu

Zachowało się około 2000 nagrobków. Najstarsze zachowane nagrobki pochodzą z 1830 roku. Zgodnie z powszechnym zwyczajem, dominującą formą żydowskiego nagrobka jest macewa. Wygląd, wielkość i trudność wykonania macewy odzwierciedlały zamożność i pozycję społeczną zmarłego (lub krewnych). Styl nagrobków na ogół utożsamiany jest z tradycyjną sztuką żydowską, choć na terenie nekropolii znajdują się nagrobki podwójne, w formie sarkofagu lub ściętego pnia drzewa. Wygląd szydłowieckich nagrobków jest bardzo zróżnicowany, nie ma dwóch identycznych obiektów pod względem kompozycji. Macewy zdobione są płaskorzeźbami z symboliką hebrajską pochodzącą przeważnie z XIX wieku. W 1957 władze miasta zamknęły cmentarz. Dwa lata później zlikwidowano zachodnią część nekropolii. Na tym miejscu wzniesiono budynek liceum, dom handlowy i salon meblowy. Nie dokonano ekshumacji pozostałych tam zwłok.
Cmentarz został po wojnie otoczony ogrodzeniem z bramą. W 1971 na terenie cmentarza umieszczono tablicę upamiętniającą 16 000 pomordowanych Żydów z Szydłowca. W 2007 został przekazany pod zarząd gminy wyznaniowej w Warszawie, która wybudowała ohel Biala-Rabinowiczów.

## Pochowani
- Rabinowicz, Chaim (zm. 1943)
- Rabinowicz, Dawid (zm. 1914)
- Rabinowicz, Natan Dawid (zm. 1865)
- Rabinowicz, Natan Dawid (1868-1930)
- Rabinowicz, Ruben (zm. 1912)